# Sosłan Andijew
Sosłan Pietrowicz Andijew (ros. Сослан Петрович Андиев; oset. Андиаты Пётры фырт Сослан; ur. 21 kwietnia 1952 w Dzaudżikau, zm. 21 listopada 2018 w Moskwie) – radziecki zapaśnik w stylu wolnym, z pochodzenia Osetyjczyk.
W 1969 zwyciężył w młodzieżowych mistrzostwach świata, a w 1970 i 1972 młodzieżowych mistrzostwach Europy. Na igrzyskach olimpijskich w Montrealu w 1976 zdobył złoty medal. Sukces ten powtórzył w Moskwie w 1980. Ma w swoim dorobku również pięć medali mistrzostw świata:cztery złote (1973, 1975, 1977, 1978) i jeden srebrny (1974). Do jego osiągnięć należą także trzy tytuły mistrza Europy (1974, 1975, 1982). Pierwszy w Pucharze Świata w 1973, 1976 i 1981; drugi w 1978 i 1980. Mistrz świata juniorów w 1969. Siedmiokrotnie był mistrzem ZSRR (1973-1978, 1980).
Na Górskim Państwowym Uniwersytecie Rolniczym we Władykaukazie ukończył ekonomię. W latach 1985–1989 był trenerem ZSRR w zapasach. Później był ministrem sportu Osetii Północnej, wiceprzewodniczącym Rosyjskiego Komitetu Olimpijskiego, a także członkiem Komitetu Wykonawczego Rosyjskiego Komitetu Olimpijskiego.